# Furt
«Furt» es el octavo episodio de la segunda temporada de la serie de televisión estadounidense Glee y el trigésimo de su cómputo general. Fue escrito por el cocreador de la serie Ryan Murphy, dirigido por Carol Banker, y estrenado por la cadena Fox el 23 de noviembre de 2010. El episodio cuenta con la participación de la actriz Carol Burnett, realizando el personaje de la madre cazadora de nazis de la entrenadora de animadores Sue Sylvester (Jane Lynch).

## Argumento
Empieza con los padres de Finn (Cory Monteith) y Kurt (Chris Colfer) anunciando que se casarán. Kurt se lo cuenta a los miembros del coro y les dice que lo ayuden a preparar todo. Sue busca en internet una pareja para ella pero descubre que la única compatible con ella, es ella misma, por lo que prepara una boda para sí misma. Sam le dice a Quinn (Dianna Agron) que la ama y que quiere ser su novio, dándole un anillo de compromiso para más adelante, diciendo que será fiel a ella y que se casaran cuando estén ya maduros, Quinn le dice «tal vez». Finn le dice a Kurt que quiere participar en la boda, y Kurt sugiere un baile con sus padres. Dave Karofsky le roba el centro de torta de la boda, afectándo mucho a Kurt, Will (Matthew Morrison) lo ayuda y con Sue le dicen que no pueden hacer nada mientras Dave no le ponga un dedo encima. Luego Sue prepara su boda cuando llega su madre Doris (Carol Burnett), de quien Sue y su hermana no habían oído hablar en años, a Doris no le gusta la idea de que Sue se case con sí misma, pero acepta la invitación y terminan cantando Ohio. Sam (Chord Overstreet), Artie (Kevin McHale) y Mike (Harry Shum, Jr.) encaran a Dave, recibiendo una paliza de este último, Puck no los puede ayudar por su condicionalidad ante la ley. Doris le explica a Sue que ella no las abandonó, sino que era una afamada cazadora de nazis. Dave es expulsado después de que Kurt le cuenta a su padre (Burt) que Dave lo amenazó de muerte. Santana amenaza a Finn con contarle a Rachel que él no es virgen (ya que tuvo relaciones sexuales con ella en el episodio número 15 de la primera temporada). Carol y Burt se casan y hablan de lo maravillosos que son sus hijos, Finn le dice a Kurt que está feliz de ser su nuevo hermano. Sue finalmente se caza con ella misma, y solo su hermana y Doris son los presentes, Sue le dice a su madre que es una matona y que no siente nada por ella, ya que solo su hermana es su familia. Quinn decide usar el anillo que Sam le regaló. A Karofsky solo le dan una advertencia ya que no hay pruebas o testigos de su amenaza a Kurt, Sue le dice que tendrá sus ojos puestos en él ya que no aguantará otra golpiza. Finalmente Kurt toma la decisión de irse a la Academia Dalton, mientras se despide llorando de sus amigos de New Directions.

## Producción
Carol Burnett intervino en «Furt» como artista invitada en el papel de Doris Sylvester, una antigua cazadora de nazis y madre de Sue (Jane Lynch). Los padres de la entrenadora y su profesión fueron mencionados por primera vez en «The Power of Madonna», uno de los episodios de la primera temporada de Glee. Tras su emisión el 20 de abril de 2010, se extendió el rumor de que Fox estaba buscando a dos actores para interpretar a los Sylvester en algún episodio de la segunda temporada. Michael Ausiello de Entertainment Weekly confirmó el 4 de agosto de ese mismo año que Burnett había sido elegida para interpretar a la madre de Sue y que su padre no aparecería. De acuerdo con las declaraciones de Lynch a TV Guide, la madre de su personaje abandonó a ella y a su hermana Jane para ejercer su trabajo como cazadora de nazis y vuelve a casa cuando todos ellos han sido capturados. Sobre el trabajo con Carol Burnett, Lynch dijo: «Estoy un poco nerviosa, pero no puedo esperar para realizar las escenas con ella... Es como jugar al tenis con un maestro». El origen detrás de la personalidad antagónica de Sue fue explorado en este episodio y Burnett volverá a aparecer en la serie en un futuro episodio.
En una entrevista después de los premios BAFTA/LA Brittania, Lynch dijo a la revista People que una boda fue programada en el futuro para su personaje. Un vestido de boda fue creado por personal de vestuario Ali Rahimi.
Personajes recurrentes en este episodio son los miembros del coro Mike Chang (Harry Shum, Jr.) y Sam Evans (Chord Overstreet), la animadora Becky Jackson (Lauren Potter), los atletas y matones Dave Karofsky (Max Adler) y Azimio (James Earl), y la entrenador de fútbol americano Shannon Beiste (Dot Jones). Además, aparecieron como estrellas invitadas Carol Burnett con el papel de Doris, la madre de Sue, y Daniel Roebuck quien hizo del padre de Karofsky.

## Música
El episodio cuenta con cuatro actuaciones musicales, todas ellas lanzadas como sencillos..  La canción «Ohio» del musical de 1953 Wonderful Town fue interpretada por Lynch y Burnett. En una entrevista con la revista TV Guide, Burnett reveló que era idea suya interpretar la canción. Además, dos canciones de Bruno Mars fueron interpretadas, «Just the Way You Are» y «Marry You», así como «Sway» de Pablo Beltrán. Todas las canciones excepto «Ohio» se incluyen en el álbum Glee: The Music, Volume 4.